# 律商联讯
律商联讯（英語：LexisNexis）是一家提供计算机辅助法律研究（CALR）以及法律法規、稅務和商業資訊服務提供商，隸屬於RELX集團。該公司成立於1818年，總部位於美国紐約。截至2006年，该公司拥有全球最大的法律数据库、50億個可查文件、20000個數據庫、32000多個法律與商業信息來源 。   

## 延伸阅读
- Graham, Gordon. . London: Wildy, Simmonds and Hill Publishing. 2006-07-31. ISBN 978-1-898029-81-6.